# Orhangazi
Orhangazi – miasto w Turcji w prowincji Bursa.
Według danych na rok 2000 miasto zamieszkiwało 44 426 osób.